# Sambuor (gmina)
Sambuor – gmina (khum) w północno-zachodniej Kambodży, w południowej części prowincji Bântéay Méanchey, w dystrykcie Môngkôl Borei. Stanowi jedną z 13 gmin dystryktu.

## Miejscowości
Na terenie gmin położonych jest 11 miejscowości:
- Chhnaeum Meas
- Sranal
- La
- Ta Meaeng Pok
- Sambuor
- Doun Loek
- Kbal Krabei
- Srah Chhuk
- Srae Prey
- Chaek Angkar
- Thma Dab